# Бодетт (тауншип, Миннесота)
Бодетт (англ. Baudette) — тауншип в округе Лейк-оф-Вудс, Миннесота, США. На 2000 год его население составило 357 человек.

## География
По данным Бюро переписи населения США площадь тауншипа составляет 27,6 км², из которых 24,7 км² занимает суша, а 2,9 км² — вода (10,61 %).

## Демография
По данным переписи населения 2000 года здесь находились 357 человек, 144 домохозяйства и 105 семей. Плотность населения — 14,5 чел./км². На территории тауншипа расположено 200 построек со средней плотностью 8,1 построек на один квадратный километр. Расовый состав населения: 97,20 % белых, 1,40 % коренных американцев, 0,28 % азиатов и 1,12 % приходится на две или более других рас.
Из 144 домохозяйств в 31,9 % воспитывались дети до 18 лет, в 64,6 % проживали супружеские пары, в 4,9 % проживали незамужние женщины и в 26,4 % домохозяйств проживали несемейные люди. 21,5 % домохозяйств состояли из одного человека, при том 4,9 % из — одиноких пожилых людей старше 65 лет. Средний размер домохозяйства — 2,48, а семьи — 2,90 человека.
27,5 % населения — младше 18 лет, 5,6 % — в возрасте от 18 до 24 лет, 24,1 % — от 25 до 44, 28,6 % — от 45 до 64, и 14,3 % — старше 65 лет. Средний возраст — 41 год. На каждые 100 женщин приходилось 107,6 мужчин. На каждые 100 женщин старше 18 приходилось 114,0 мужчин.
Средний годовой доход домохозяйства составлял 31 953 доллара, а средний годовой доход семьи — 46 750 долларов. Средний доход мужчин — 32 059 долларов, в то время как у женщин — 33 875. Доход на душу населения составил 21 915 долларов. За чертой бедности не находилась ни одна семья и 2,6 % всего населения тауншипа, из которых 9,7 % старше 65 лет.